# Державна премія УРСР імені Тараса Шевченка — лауреати 1986 року
Державні премії УРСР імені Тараса Шевченка в галузі літератури, журналістики, мистецтва і архітектури 1986 року були присуджені спільною Постановою Центрального Комітету Компартії України і Ради Міністрів Української РСР № 55 від 20 лютого 1986 р. за поданням Комітету по Державних преміях Української РСР імені Т. Г. Шевченка.

## Список лауреатів
| Галузь                                                     | Лауреат | Обґрунтування |
| ---------------------------------------------------------- | --- | --- |
| Література                                                 | Забаштанський Володимир Омелянович | за збірку поезій «Запах далини» і нові вірші в періодичній пресі. |
| Література                                                 | Іваненко Оксана Дмитрівна | за книгу «Завжди в житті». |
| Журналістика і публіцистика                                | Козловський Микола Федорович | за фотоальбом «Києве мій». |
| Образотворче мистецтво                                     | Художники (гобелен): Товстуха Леонід Самійлович Бабенко Надія Несторівна Килимарниці: Єфремова Домна Федосіївна Бондарець Ганна Савівна Художники (фарфор): Трегубова Валентина Михайлівна Трегубов Микола Семенович | за високохудожнє використання народних традицій у творах декоративно-прикладного мистецтва. |
| Музика                                                     | Домінчен Климентій Якович | за симфонію № 4 «Велика Вітчизняна». |
| Концертно-виконавська діяльність                           | Таякіна Тетяна Олексіївна Ковтун Валерій Петрович | за створення головних партій у балетах «Лісова пісня» М. Скорульського, «Спляча красуня» П. Чайковського у Державному академічному театрі опери і балету УРСР імені Т. Г. Шевченка та концертно-виконавську діяльність останніх років. |
| Концертно-виконавська діяльність                           | Кириченко Раїса Опанасівна | за концертно-виконавську діяльність 1983—1985 рр. |
| Кінематографія                                             | Сперкач Валентин Микитович — автор сценаріїв і режисер Автори сценаріїв: Комарницький Антон Аполлінарійович Сабельников Ігор Анатолійович Стаховський Юрій Васильович — оператор Поклад Ігор Дмитрович — композитор  | за повнометражні документальні фільми «Командарми індустрії», «Головуючий корпус», «Стратеги науки» Української студії хронікально-документальних фільмів.                                                                             |
| Архітектура                                                | Архітектори: Шуляр Андрій Михайлович Оксентюк Іван Євтухович Марченко Віктор Степанович Скуратовський Василь Павлович Парубочий Йосип Семенович — агроном-озеленювач Карплюк Іван-Володимир Михайлович — будівельник | за архітектуру с. Вузлове Радехівського району Львівської області. |
| За кращий твір літератури і мистецтва для дітей та юнацтва | Бєліков Михайло Олександрович — автор сценаріїв і режисер-постановник Трушковський Василь Тимофійович — оператор-постановник Левченко Олексій Олексійович — художник — постановник                                   | за фільми: «Ніч коротка», «Які ж були ми молоді» Київської кіностудії художніх фільмів імені О. П. Довженка. |